# Варна (Фиренца)
Варна (итал. Varna) је насеље у Италији у округу Фиренца, региону Тоскана.
Према процени из 2011. у насељу је живело 100 становника. Насеље се налази на надморској висини од 169 м.